# Филиал „Любен Каравелов“ (ПУ)
Вижте пояснителната страница за други значения на Каравелов(а).
Филиал „Любен Каравелов“ – Кърджали е образователно, изследователско и културно-структурно звено с устойчиво и динамично развитие в състава на Пловдивския университет „Паисий Хилендарски“. Университетът е най-голямото държавно висше училище в Южна България и заема второ място в последното рейтингово проучване за обществения престиж на висшите училища в страната.

## История
Филиалът има 53-годишна история, от които 35 години като полувисш институт и 18 години като филиал на Пловдивския университет. Той е приемник на основания през 1961 г. Полувисш педагогически институт „Любен Каравелов“. Преобразуван е с Постановление № 90 на Министерския съвет от 23.04.1996 г.
Образователната политика на Филиала е синхронизирана с целите, задачите и потребностите на обществото в регионален и национален мащаб. Мисията му е свързана с повишаване на образователния, научния и духовния потенциал на населението в Източните Родопи чрез подготовката на висококвалифицирани специалисти с висше образование в определени професионални направления. Днес усилията на целия академичен състав са насочени към утвърждаване на Филиала като авторитетна и разпознаваема образователна институция чрез организиране на специализирано и качествено обучение, иновативни изследвания в различни научни области, конкурентно участие на пазара на труда.

## Студенти
Във Филиал „Любен Каравелов“ се подготвят в редовна форма на обучение над 800 студенти в 7 бакалавърски програми от 5 професионални направления. Обучават ги висококвалифицирани местни преподаватели, а така също от ПУ „Паисий Хилендарски“ и от други висши училища.

## Преподаватели
Общата численост на преподавателския състав на основен трудов договор е 31 щатни преподаватели, от които: 8 доценти, 7 главни асистенти – доктори, 15 главни асистенти и 1 асистент.

## Специалности
Във Филиал „Любен Каравелов“ се осъществяваше обучение на студенти в следните професионални направления и специалности:
- ПРОФЕСИОНАЛНО НАПРАВЛЕНИЕ 1.2. ПЕДАГОГИКА:

1. Начална училищна педагогика и чужд език
2. Предучилищна педагогика и чужд език

- ПРОФЕСИОНАЛНО НАПРАВЛЕНИЕ 1.3. ПЕДАГОГИКА НА ОБУЧЕНИЕТО ПО:

1. Български език и английски език
2. Български език и история

- ПРОФЕСИОНАЛНО НАПРАВЛЕНИЕ 3.7. АДМИНИСТРАЦИЯ И УПРАВЛЕНИЕ:

1. Стопанско управление

- ПРОФЕСИОНАЛНО НАПРАВЛЕНИЕ 3.9. ТУРИЗЪМ:

1. Туризъм

- ПРОФЕСИОНАЛНО НАПРАВЛЕНИЕ 4.3. БИОЛОГИЧЕСКИ НАУКИ:

1. Екология и опазване на околната среда / Биология и опазване на околната среда

## Акредитация
Филиалът е институционално акредитиран от Националната агенция за оценяване и акредитация в рамките на Пловдивския университет. Всички специалности притежават програмна акредитация в съответните  професионални направления.